# Leicester Sound (radio)
Leicester Sound – brytyjska stacja radiowa nadająca z miasta Leicester w hrabstwie Leicestershire. Stacja radiowa należy do Capital Radio Network.
Leicester Sound nadaje audycje od 7 września 1984 roku.